# 후지모토 미키
후지모토 미키(藤本美貴, 1985년 2월 26일 ~ )는 일본의 여성 아이돌 가수이다. 전 모닝구무스메의 멤버. 현재 소속사는 저스트 프로, 업프런트 크리에이트(업프런트 그룹)(업무 제휴)이다. 애칭은 미키티(ミキティ). 모닝구무스메 제5대 리더이며, 메인 싱어였다. 현재는 가수 활동보다는 방송 쪽에서 주로 활동을 하고 있다.

## 개략
2003년 모닝구무스메로 영입되기 이전에는 1999년에 에이벡스 오디션과 2000년에 제2회 모닝구무스메 추가 오디션에서 참가해 최종 전형으로 낙선되었다.
2001년 10월에 테레비도쿄 계열 프로그램 신·미소녀 일기에서 배우로 먼저 데뷔하였고, 2002년에 하로프로 솔로 가수로 데뷔하였다. 데뷔한 그 해 홍백가합전에 출장하는 등 솔로 가수로서 상승가도를 달리고 있었으나 홍백 무대 후 모닝구무스메로의 투입이 층쿠♂에게서 발표된다.
2003년 1월에 모닝구무스메 6기 멤버로의 영입되어 거의 모든 싱글에서 메인이나 서브메인으로 노래하였다.
2007년 6월 1일, 코단샤의 사진 주간지 '프라이데이'에, 개그맨 쇼지 토모하루와 같이 있는 모습(투샷)으로 구성된 기사가 발단이 되어, 모닝구무스메를 자진하여 탈퇴한 후, 현재는 솔로 가수로 활동 중이다.
2009년 3월 31일, 헬로! 프로젝트를 졸업하고 신팬클럽 M-line club에 소속된다.
2009년 3월에 쇼지 토모하루와 약혼, 7월 11일에 입적함으로써 모닝구무스메의 멤버 중 이시구로 아야, 이치이 사야카, 쯔지 노조미 그리고 이이다 카오리에 이어서 다섯 번째로 결혼하였다.
2011년 9월 13일, 일부 스포츠지의 보도로, 임신 3개월인 것이 판명. 후지모토도 당일 게스트로 출연하고 있던「웃어도 좋다고」(후지테레비)이나 공식 블로그로, 제1자의 임신을 정식으로 인정했다.
2012년 3월 27일, 오전 7시 3분에 제1자(남아)를 출산하였다. 남아의 체중은 3065그램으로, 모자 모두 건강. 출산에는 남편 쇼지도 입회했다.

### 친구
- 다카하시 아이
- 이시카와 리카
- 요시자와 히토미

## 음반
솔로 음반은 다섯 번째 싱글까지는 하차마 레이블에서, 여섯 번째 싱글은 라이스 뮤직 레이블에서 발매되었다.
모닝구무스메。의 작품 또는 GAM의 작품을 각각 참조.

### 싱글
1. 会えない長い日曜日 (2002년 3월 13일)
2. そっと口づけてギュッと抱きしめて (2002년 6월 12일)
3. ロマンティック浮かれモード (2002년 9월 4일)
4. ボーイフレンド (Boyfriend) (2002년 11월 7일)
5. ブギートレイン'03 (2003년 2월 5일)
6. 置き手紙 (2008년 4월 23일)

### 앨범
1. Miki① (2003년 2월 26일)

### DVD/VHS (싱글)
1. 藤本シングルMクリップス① (2002년 10월 2일)
2. 싱글V「ボーイフレンド」(2002년 12월 18일)
3. 싱글V「ブギートレイン'03」(2003년 2월 5일)
4. 싱글V「置き手紙」(2008년 12월 24일)

### DVD/VHS (콘서트)
1. FS3 LIVE (2003년 2월 26일)
2. 藤本美貴 First Live Tour 2003 Spring ～Miki①～ (2003년 6월 18일)

### DVD/VHS (그 외)
1. アロハロ！藤本美貴 (2003년 4월 25일)

### 영화
- 17세 ~여행을 떠나는 두사람~ (2003년, 도에이) - 이시카와 리카와 공동 주연

### 극장판 애니메이션
- 극장판 도라에몽: 진구의 그림이야기 (2025년, 도호) - 아트리아 왕비

### DVD
- 리카(본명:이시카와 리카)&미키(본명:후지모토 미키) 순수한 17세 ~메이킹 오브「17세 ~여행을 떠나는 두사람~」~ (2003년 10월 21일)
- 이시카와 리카 · 후지모토 미키 (모닝구무스메)「17세 ~여행을 떠나는 두사람~」~ (2004년 4월 21일)

### 그 외
- 「17세 ~여행을 떠나는 두사람」비주얼북 (2003년 8월 8일, 고단샤) ISBN 978-4-06-364523-1

## 소속 유닛
- 애프터눈무스메。(2010년, 일본 코카콜라 조지아 CF 캐릭터)
- 드림 모닝구무스메。(2011년 ~ 2012년)

## 같이 보기
- 헬로! 프로젝트
- M-라인 클럽
- 갓타스 브릴리언티스 H.P.